# Gotagi, Kushtagi
Gotagi là một làng thuộc tehsil Kushtagi, huyện Koppal, bang Karnataka, Ấn Độ.